# René Verheyen
René Verheyen (Beerse, 1952. március 20. –) Európa-bajnoki ezüstérmes belga labdarúgó, középpályás, edző.
Részt vett az 1980-as olaszországi Európa-bajnokságon, az 1982-es spanyolországi világbajnokságon és az 1984-es franciaországi Európa-bajnokságon.

## Sikerei, díjai
Belgium
- Európa-bajnokság
  - ezüstérmes: 1980, Olaszország

 Lokeren
- Belga kupa
  - döntős: 1981

 Club Brugge KV
- Belga bajnokság
  - 2.: 1985–86
- Belga kupa
  - győztes: 1986
- Belga szuperkupa
  - győztes: 1986